# Temporada de tufões no Pacífico de 1960
A temporada de tufões no Pacífico em 1960 não teve limites oficiais; perdurou por todo o ano de 1960, apesar de a maioria dos ciclones tropicais tenderem a se formar na região noroeste do Oceano Pacífico, entre Junho e Dezembro. Convencionalmente, essas datas delimitam o período de cada ano em que a maioria dos ciclones tropicais se formam no noroeste do Oceano Pacífico.
O escopo deste artigo é limitado ao Oceano Pacífico,  ao norte do equador e a oeste da Linha Internacional de Data. As tempestades que se formam ao leste da Linha de Data e ao norte do equador são chamados de furacões. Tempestades tropicais que se formam em todo o oeste da bacia do Pacífico tiveram seus nomes atribuídos pelo Joint Typhoon Warning Center (JTWC). As depressões tropicais nesta bacia possuem o sufixo "W" acrescentado ao seu número.

## Nomes das tempestades de 1960
Os nomes Lucille e Ophelia foram retirados após esse ano.
| - Agnes 29W - Bess 30W - Carmen 31W - Della 32W - Elaine 33W - Faye 34W - Gloria 35W - Hester 36W - Irma 38W - Judy 44W - Kit 47W - Lola 48W - Mamie 50W - Nina 51W - Ophelia 53W - Phyllis 56W - Rita - Susan - Tess - Viola - Winnie | - Alice - Betty - Cora - Doris - Elsie - Flossie - Grace - Helen - Ida - June - Kathy - Lorna - Marie - Nancy - Olga - Pamela - Ruby - Sally - Tilda - Violet - Wilda | - Anita - Billie - Clara - Dot - Ellen - Fran - Georgia - Hope - Iris - Joan - Kate - Louise - Marge - Nora - Opal - Patsy - Ruth - Sarah - Thelma - Vera - Wanda | - Amy - Babs - Charlotte - Dinah - Emma - Freda - Gilda - Harriet - Ivy 1W - Jean 2W - Karen 6W - Lucille 7W - Mary 8W - Nadine 9W - Olive 12W - Polly 19W - Rose 21W - Shirley 22W - Trix 24W - Virginia 27W - Wendy 28W |